# Vladimir Bjestsjastnik
Vladimir Jevgenjevitsj Bjestsjastnik (Russisch: Влади́мир Евге́ньевич Бесча́стных) (Moskou,1 april 1974) is een Russisch voormalig profvoetballer die speelde als aanvaller. In het verleden speelde hij voor Spartak Moskou, Werder Bremen, Racing Santander en Fenerbahçe. Hij maakte 26 doelpunten uit 71 interlands voor het Russisch voetbalelftal, waarmee hij deelnam aan het WK 1994, EK 1996 en het WK 2002.

## Clubcarrière
Bjestsjastnik werd viermaal kampioen van de Russische Premjer-Liga met Spartak Moskou (1992, 1993, 1994, 2001). In 1993 won hij de Russische voetbalbeker met Spartak Moskou. Verspreid over twee periodes (1991–1994 en 2001–2002) scoorde hij meer dan vijftig competitiedoelpunten voor Spartak Moskou. Van 1994 tot 1996 kwam Bjestsjastnik uit voor Werder Bremen in de Duitse Bundesliga. Hiermee won hij de Duitse supercup van 1994/95. Ook werd hij tweede van de Bundesliga met Werder Bremen in mei 1995. Bjestsjastnik scoorde elf competitiedoelpunten voor Werder Bremen uit 56 competitiewedstrijden.
In 1996 verliet Vladimir Bjestsjastnik het Weserstadion en koos voor een Spaans avontuur. In Spanje bracht hij vijf seizoenen door bij Racing Santander, uitkomend in La Liga van 1996 tot 2001. Hij scoorde bij Santander veertig competitiedoelpunten. In 2008 zette hij een punt achter zijn loopbaan bij het Kazachse Astana FK.

## Interlandcarrière
Bjestsjastnik was tussen 1992 en 2003 international in het Russisch voetbalelftal, waarin hij 71 caps verzamelde. Bjestsjastnik was topscorer van het Russisch voetbalelftal met 26 doelpunten tot hij begin september 2014 werd gepasseerd door Aleksandr Kerzjakov. Oleg Blokhin (Sovjet-Unie, 42 goals) wordt hierbij niet meegerekend. Op het wereldkampioenschap voetbal 2002 in Japan en Zuid-Korea scoorde Bjestsjastnik in de groepsfase het eerste Russische doelpunt tegen België; dat was de 1–1 gelijkmaker nadat Johan Walem de score al vroeg had geopend. Rusland verloor de op 14 juni 2002 gespeelde wedstrijd evenwel met 3–2 en werd zo definitief geëlimineerd.

## Erelijst
| Premjer-Liga           | 4x | 1992, 1993, 1994, 2001 |
| Russische voetbalbeker | 1x | 1993                   |

## Persoonlijk leven
Zijn identieke tweelingbroer Mikhail Bjestsjastnik was ook profvoetballer.